# Anna-Maria Reich
Anna-Maria Reich, geb. Fiegert, (* 3. April 1994 in Landshut) ist eine deutsche Eishockeyspielerin, die seit Dezember 2018 erneut beim ESC Planegg in der Fraueneishockey-Bundesliga spielt. Sie ist seit 2021 mit Kevin Reich verheiratet, der Eishockeytorwart ist.

## Karriere
Reich – damals noch unter ihrem Geburtsnamen Fiegert – begann ihre Eishockeykarriere beim EV Landshut, für den sie bis 2012 in der Schüler-Bundesliga spielte. 2008 gewann sie die deutsche Meisterschaft der Schüler mit dem EVL. Parallel dazu begann sie 2007, im Alter von nur 13 Jahren, für den ESC Planegg in der Fraueneishockey-Bundesliga zu spielen. Nach den Vizemeisterschaften 2009 und 2010 gewann sie mit dem ESC Planegg 2011 und 2021 jeweils die deutsche Meisterschaft. Zudem gewann sie mit dem Club 2010 die Elite Women’s Hockey League.
Anna-Maria Reich nahm im Juniorenbereich an den U18-Weltmeisterschaften 2010, 2011 und 2012 teil. Zudem gewann sie mit der U18-Auswahl 2012 die Bronzemedaille bei den Olympischen Jugend-Winterspielen in Innsbruck.
In der Saison 2012/13 besuchte sie die Prep-School der Scanlon Hockey Academy und spielte für deren Eishockeymannschaft in der kanadischen High-School-Liga CAHS.
Ab 2013 studierte Reich Rechnungswesen an der Minnesota State University, Mankato und spielte parallel für die Mavericks, das Eishockeyteam der Universität, in der Western Collegiate Hockey Association. Bei der Weltmeisterschaft 2015 debütierte Reich für die A-Nationalmannschaft und belegte mit dem Nationalteam den achten und damit letzten Platz. Dies bedeutete den Abstieg der Nationalmannschaft in die Division I.
Zu Beginn der Saison 2015/16 wurde sie zur Kapitänin der MSU Mavericks ernannt. Bei der Weltmeisterschaft 2016 der Division I schaffte sie mit dem Nationalteam den Wiederaufstieg in die Top-Division. Nach dem Bachelor-Abschluss 2017 verbrachte sie zwei weitere Jahre in Nordamerika für ihr Masterstudium und spielte parallel für die Minnesota Whitecaps und das Amateurteam der Blue J’s Minnesota. Etwa im Dezember 2018 kehrte sie nach Deutschland und zum ESC Planegg zurück. Im Sommer 2019 erhielt sie ihren Masterabschluss in Rechnungswesen. Nach der Vizemeisterschaft 2019 gewann sie mit dem ESCP 2021 ihren dritten deutschen Meistertitel.
2021 heiratete sie ihren langjährigen Freund Kevin Reich und nahm dessen Nachnamen an.

## Erfolge und Auszeichnungen
- 2009 Deutscher Vizemeister mit dem ESC Planegg
- 2010 Gewinn der EWHL mit dem ESC Planegg
- 2010 Deutscher Vizemeister mit dem ESC Planegg
- 2011 Deutscher Meister mit dem ESC Planegg
- 2012 Gewinn des EWHL Super Cups mit dem ESC Planegg
- 2012 Gewinn des DEB-Pokals mit dem ESC Planegg
- 2012 Deutscher Meister mit dem ESC Planegg
- 2012 Bronzemedaille bei den Olympischen Jugend-Winterspielen
- 2016 Aufstieg in die Top-Division bei der Weltmeisterschaft der Division I
- 2021 Deutscher Meister mit dem ESC Planegg

## Karrierestatistik
(Legende zur Spielerstatistik: Sp oder GP = absolvierte Spiele; T oder G = erzielte Tore; V oder A = erzielte Assists; Pkt oder Pts = erzielte Scorerpunkte; SM oder PIM = erhaltene Strafminuten; +/− = Plus/Minus-Bilanz; PP = erzielte Überzahltore; SH = erzielte Unterzahltore; GW = erzielte Siegtore; 1 Play-downs/Relegation; Kursiv: Statistik nicht vollständig)